# Zavalla (Texas)
Zavalla é uma cidade localizada no estado norte-americano de Texas, no Condado de Angelina.

## Demografia
Segundo o censo norte-americano de 2000, a sua população era de 647 habitantes.
Em 2006, foi estimada uma população de 664, um aumento de 17 (2.6%).

## Geografia
De acordo com o United States Census Bureau tem uma área de
5,5 km², dos quais 5,5 km² cobertos por terra e 0,0 km² cobertos por água. Zavalla localiza-se a aproximadamente 84 m acima do nível do mar.

## Localidades na vizinhança
O diagrama seguinte representa as localidades num raio de 36 km ao redor de Zavalla.